# San Demetrio Corone
San Demetrio Corone este o comună din provincia Cosenza, regiunea Calabria, Italia, cu o populație de 3.059 locuitori (1 ianuarie 2023) și o suprafață de 61,87 km².

## Demografie
San Demetrio Corone - evoluția demografică

|  | Graficele sunt indisponibile din cauza unor probleme tehnice. Mai multe informații se găsesc la Phabricator și la wiki-ul MediaWiki. |

Date: Recensăminte sau birourile de statistică - grafică realizată de Wikipedia